# Bandera de Llorenç del Penedès
La bandera oficial de Llorenç del Penedès té la descripció següent:
Bandera apaïsada de proporcions dos d'alt per tres de llarg, verda a dalt i blau clara a baix, amb una faixa groga de gruix 1/6 de l'alçària del drap entre el verd i el blau.
Els colors de la bandera representen els colors de la comarca; a baix hi trobem el color blau, representant el mar, al mig el color groc que representa la plana, a on es troba la població de Llorenç; i a la part superior el color verd de les muntanyes del Montmell.

## Història
L'informe vexilol·lògic sobre la bandera del municipi de Llorenç del Penedès, emès per la Direcció General d'Administració Local de la Generalitat de Catalunya, porta data del 21 de juny del 1997. El ple de l'ajuntament va acordar l'ús oficial de la bandera gràcies a la tenacitat del regidor Manuel Marruecos i Ruiz (CiU). La bandera de Llorenç es va aprovar per unanimitat del ple municipal el dia 4 de setembre del 1998. Va ser publicada en el DOGC el 27 d'octubre de 1998.